# Daniel Pérez
No debe confundirse con Daniel Pérez, futbolista venezolano
Daniel Pérez Reyes (Trelew, Provincia de Chubut, Argentina, el 11 de agosto de 1975) es un exfutbolista  y entrenador chileno-argentino. Jugaba de delantero y su último equipo fue Jorge Newbery del Torneo del Interior de Argentina.

## Trayectoria
Inició su carrera en Comisión de Actividades Infantiles, para después continuar su carrera en Chile, siendo fichado por Universidad Católica tras pasar una prueba. Luego fue cedido a Everton, volviendo a la UC en 2002, formando parte del equipo que se coronó campeón del Torneo Apertura 2002 bajo la dirección técnica de Juvenal Olmos. Luego, jugó por los cuadros de Cobreloa, Universidad de Chile, Palestino y una segunda etapa en Everton. Luego regresó a su país natal donde jugó por Guillermo Brown, Deportivo Madryn y Defensores de la Ribera, para finalmente recalar en el Jorge Newbery de Chubut como refuerzo para el Torneo del Interior del año 2010.
Tras su retiro, dirigió equipos infantiles y amateurs, se dedica actualmente a ser prefecto en una escuela en la Patagonia.

## Selección nacional
Debido a que sus padres son chilenos, fue elegible por la Selección de fútbol de Chile, siendo internacional en dos ocasiones, en partidos amistosos contra Ecuador y China.

#### Partidos internacionales
| 1     | 20 de agosto de 2003 | Estadio Minyuan, Tianjin, China        | China | 0-0 | Chile   |  |  | Juvenal Olmos | Amistoso |
| 2     | 9 de febrero de 2005 | Estadio Sausalito, Viña del Mar, Chile | Chile | 3-0 | Ecuador |  |  | Juvenal Olmos | Amistoso |
| Total | Presencias           | 2                                      | Goles | 0   |         |  |  |               |          |

| Selección chilena | Selección chilena | Selección chilena |
| Año               | Partidos          | Goles             |
| ----------------- | ----------------- | ----------------- |
| 2003              | 1                 | 0                 |
| 2005              | 1                 | 0                 |
| Total             | 2                 | 0                 |

## Clubes
| Club                    | País      | Año       |
| ----------------------- | --------- | --------- |
| C.A.I.                  | Argentina | 1998-1999 |
| Universidad Católica    | Chile     | 2000-2003 |
| → Everton (cedido)      | Chile     | 2000      |
| Cobreloa                | Chile     | 2004-2005 |
| Universidad de Chile    | Chile     | 2006      |
| Palestino               | Chile     | 2006      |
| Everton                 | Chile     | 2007      |
| Guillermo Brown         | Argentina | 2008      |
| Deportivo Madryn        | Argentina | 2008      |
| Defensores de La Ribera | Argentina | 2009      |
| Jorge Newbery           | Argentina | 2010      |

## Palmarés

### Campeonatos nacionales
| Título           | Club                 | País  | Año    |
| ---------------- | -------------------- | ----- | ------ |
| Primera División | Universidad Católica | Chile | 2002-A |
| Primera División | Cobreloa             | Chile | 2004-C |